# Lethe coelestis
Lethe coelestis är en fjärilsart som beskrevs av John Henry Leech 1892/94. Lethe coelestis ingår i släktet Lethe och familjen praktfjärilar. Inga underarter finns listade i Catalogue of Life.